# Aristolochia maranonensis
Aristolochia maranonensis O.C.Schmidt – gatunek rośliny z rodziny kokornakowatych (Aristolochiaceae Juss.). Występuje endemicznie w Peru.

## Morfologia
PokrójBylina pnąca o owłosionych pędach.
LiścieMają prawie okrągły kształt. Mają 9,5–18 cm długości oraz 10–18 cm szerokości. Nasada liścia ma sercowaty kształt. Z ostrym wierzchołkiem. Ogonek liściowy jest owłosiony i ma długość 3–7 cm.
KwiatyZebrane są po 2–6 w gronach. Dorastają do 8,5–10,5 cm długości